# Personenwagen von Hyundai
1967 entstand die Hyundai Motor Company, die zunächst in Lizenz den Ford Cortina produzierte, von 1969 bis 1973 auch den Ford P7 montierte und im Jahr 1972 begann, eigene Autos zu entwickeln. Der erste eigene Typ, der Hyundai Pony, wurde 1974 auf dem 55. Turiner Autosalon vorgestellt und war ab 1975 zu kaufen.

## Zeitleiste
| Bauzeit               | Baureihe              | Anmerkung | Bild |
| --------------------- | --------------------- | --- | ---- |
| Kleinstwagen          |                       | |      |
| 1997–2008             | Hyundai Atos          | Der Atos war ein Kleinstwagen, der gegen Modelle wie Ford Ka oder VW Lupo antrat. Eine zusätzliche Variante hieß Atos Prime. Der Atos war zwischen 2002 und 2004 auf dem europäischen Markt jedoch nicht mehr erhältlich, da ihn der Hyundai Getz ab Sommer 2002 ablösen sollte. Wegen der hohen Nachfrage nach einem noch kleineren Modell präsentierte Hyundai bald darauf eine modernisierte Variante, die sich technisch nur geringfügig vom Vorgängermodell unterscheidet. Dieses Modell wurde in Deutschland Anfang März 2008 durch den Hyundai i10 ersetzt, während es in Indien weiterhin angeboten wird.                       |      |
| seit 2008             | Hyundai i10           | Der Hyundai i10 ist eine Neuentwicklung und löste im Frühjahr 2008 den technisch in die Jahre gekommenen Hyundai Atos ab. Seit dem Marktstart am 8. März 2008 sind drei Motorisierungen – zwei Benziner mit 1,1 und 1,2 l sowie ein Diesel mit 1,1 l Hubraum – verfügbar. Mit dem Namen i10 folgt der Kleinstwagen der neuen Namensgebung des Herstellers. Er wird wie sein Vorgänger Hyundai Atos im indischen Hyundai-Werk gebaut. Anfang 2011 wurde der i10 optisch modifiziert. Die zweite Generation wurde auf der IAA 2013 vorgestellt, die dritte Generation folgte sechs Jahre später.                                          |      |
| 2011–2019             | Hyundai Eon           | Der Eon wurde zwischen 2011 und 2019 in Südostasien angeboten. |      |
| 2014–2022             | Hyundai Xcent         | Auf Basis eines verlängerten i10 bot Hyundai zwischen 2014 und 2022 die Limousine Xcent an. Gebaut wurde das Fahrzeug in Indien. |      |
| 2018–2022             | Hyundai Santro        | Der Hyundai Santro ist ein ausschließlich in Indien verkaufter Kleinstwagen. Er wurde zwischen Oktober 2018 und Mai 2022 als Nachfolger des Eon gebaut. |      |
| seit 2020             | Hyundai Aura          | Der Hyundai Aura wird in Indien gebaut und ist das Nachfolgemodell des Xcent. Er kam im Januar 2020 auf den Markt. |      |
| Kleinwagen            |                       | |      |
| 2002–2009             | Hyundai Getz          | Der Hyundai Getz ist ein Kleinwagen (B-Segment), der eigentlich als Nachfolger des Atos vorgesehen ist. Auf Grund hoher Nachfrage wurde dieser weiter im Programm geführt. Im Herbst 2005 wurde der Getz modernisiert (u. a. neue Front, andere Heckleuchten, leichte Überarbeitung des Armaturenbretts). In Deutschland zählte er mit rund 11.000 Zulassungen pro Jahr zusammen mit dem Kompakt-SUV Hyundai Tucson zu den Bestsellern der Marke. Auf Basis des Getz ist außerdem eine Version mit Offroadoptik namens Cross verfügbar. Anfang 2009 wurde der Getz gemäß der neuen Nomenklatur der Marke durch den Hyundai i20 ersetzt. |      |
| seit 2008             | Hyundai i20           | Der Hyundai i20 ist der Nachfolger des in Europa erfolgreichen Kleinwagens Hyundai Getz. In den Abmessungen ist er im Vergleich zu seinem Vorgänger um einige Zentimeter gewachsen. Vor allem die Sicherheitsausstattung wurde deutlich erweitert und erreicht jetzt u. a. mit serienmäßigen aktiven Kopfstützen vorne ein in dieser Klasse sehr gutes Niveau. Im Juli 2012 wurde der i20 optisch wie technisch überarbeitet. Die erste Generation des i20 wurde 2014 durch die zweite Generation ersetzt. Eine Modellpflege dieser wurde Anfang 2018 in Neu-Delhi vorgestellt. Seit 2020 wird die dritte Generation verkauft.          |      |
| seit 2012             | Hyundai HB20          | Der Hyundai HB20 (HB steht für „Hyundai Brasil“) wird seit 2012 ausschließlich in Brasilien gebaut, wo er eines der am häufigsten verkauften Modelle ist. |      |
| 2017–2021             | Hyundai Reina         | Die Limousine Reina wurde zwischen 2017 und 2021 nur auf dem chinesischen Markt angeboten. |      |
| Kompaktklasse         |                       | |      |
| 1975–1994             | Hyundai Pony          | Der Pony ist der erste selbstentwickelte PKW von Hyundai. Seine dritte Generation ist eines der vier Modelle, mit denen Hyundai Anfang 1991 nach Deutschland kam. Diese ist baugleich mit dem Mitsubishi Precis und war für Hyundai ein großer Erfolg. Karosserieversionen hierzulande waren ein drei- sowie fünftüriges Schrägheck und eine Stufenhecklimousine. |      |
| seit 1994             | Hyundai Accent        | Der Hyundai Accent ist der Nachfolger des Hyundai Pony. Mit rund 4 Metern (Steilheck) stellt er einen „ausgewachsenen“ Kleinwagen dar und rangiert damit oberhalb des Getz und unterhalb des Hyundai i30. |      |
| 1990–2000             | Hyundai Lantra        | Der Lantra war eines von vier Modellen, mit denen Hyundai nach Deutschland kam. Ein Modellwechsel wurde im Herbst 1995 durchgeführt, zu dem sich ab Frühjahr 1996 eine Kombiversion gesellte. Ende 1998 wurde ein kleines Facelift durchgeführt. |      |
| seit 2000             | Hyundai Elantra       | Der Elantra wurde als Nachfolger des Lantra im Sommer 2000 vorgestellt. Der Import nach Deutschland wurde jedoch im Herbst 2006 eingestellt, während auf anderen Märkten wie in den USA eine neue Generation eingeführt wurde. In Europa wurde der Elantra im Frühjahr 2007 durch den i30 ersetzt. |      |
| seit 2007             | Hyundai i30           | Der Hyundai i30 teilt sich die Bodengruppe und diverse Technikbauteile (z. B. Motoren und Getriebe) mit dem Schwestermodell Kia cee’d. Im April 2008 kam die Kombiversion des speziell für Europa entwickelten Kompaktwagens auf den Markt. Mitte 2010 erhielt die i30-Reihe ein Facelift. Im Frühjahr 2012 wurde die zweite Generation des i30 präsentiert, die wieder als Schrägheck und Kombi erhältlich ist. Die dritte Generation wurde 2017 eingeführt und war erstmals auch als Fließheck erhältlich. |      |
| 2013–2023             | Hyundai Mistra        | Der Mistra ist eine ausschließlich auf dem chinesischen Markt angebotene Limousine, die zwischen Elantra und Sonata positioniert war. |      |
| 2016–2022             | Hyundai Ioniq         | Der Ioniq ist ein Fließheckmodell, das ausschließlich mit elektrifizierten Antriebsvarianten erhältlich war. |      |
| 2017–2023             | Hyundai Celesta       | Der Celesta ist ein ausschließlich in China angebotenes Fahrzeug. Es basiert auf der vierten Generation des Elantra und war auch als Kombi erhältlich. |      |
| Mittelklasse          |                       | |      |
| 1983–1989             | Hyundai Stellar       | Der Hyundai Stellar war der Nachfolger des in Lizenz gefertigten Hyundai Cortina (basierend auf dem gleichnamigen Ford), baute auch weiterhin auf dessen Bodengruppe auf. Der Hyundai Stellar wurde Ende 1989 durch den Hyundai Sonata ersetzt. |      |
| seit 1987             | Hyundai Sonata        | Der Hyundai Sonata ist eine Mittelklasselimousine, die aber mit einer Außenlänge von 4,8 Metern die meisten Konkurrenten überragt. Der Modellname geht auf den Begriff der Sonate zurück. Er ist eines der vier Modelle, mit denen Hyundai Anfang 1991 nach Deutschland kam. Das in Deutschland letzte Modell mit diesem Namen wurde bis Frühjahr 2010 verkauft. In Südkorea läuft das Fahrzeug weiter unter diesem Namen vom Band. |      |
| 2011–2019             | Hyundai i40           | Der i40 ist ein für den europäischen Markt konzipiertes Mittelklassemodell. Es unterscheidet sich dabei optisch und in der Länge von dem auf anderen Kontinenten weiterhin angebotenen Hyundai Sonata. Dabei wurde ab Sommer 2011 zunächst nur die Kombiversion angeboten, der im Frühjahr 2012 eine Limousine zur Seite gestellt wurde. |      |
| 2018–2024             | Hyundai Lafesta       | Der rund 4,70 m lange Lafesta wurde zwischen 2018 und 2024 ausschließlich in China verkauft. |      |
| seit 2022             | Hyundai Ioniq 6       | Der 4,86 m lange Ioniq 6 wurde im Sommer 2022 vorgestellt und basiert wie der Ioniq 5 auf der E-GMP-Plattform. |      |
| Obere Mittelklasse    |                       | |      |
| 1998–2005             | Hyundai XG            | Das Ändern des Namens von XG30 in XG350 beruhte auf der Vergrößerung des Hubraums, die im Zuge einer Modellpflege im Frühjahr 2003 erfolgte. |      |
| seit 1986             | Hyundai Grandeur      | Der Import nach Europa wurde beendet. |      |
| 2014–2017             | Hyundai Aslan         | Der Wagen wird nur in Südkorea verkauft. |      |
| 2008–2017             | Hyundai Genesis       | Der Hyundai Genesis galt als das modernste und technisch anspruchsvollste Modell in der europäischen Hyundai-Modellpalette. Zwischen 2014 und 2017 wurde er auch in Deutschland verkauft. Er ist das größte Modell (rund 5 m), das bis jetzt von Hyundai in Europa angeboten wurde. Das Nachfolgemodell Genesis G80 wird nicht mehr als Hyundai vermarktet. |      |
| Oberklasse            |                       | |      |
| 1996–2005             | Hyundai Dynasty       | |      |
| 1999–2016             | Hyundai Equus         | Der Hyundai Equus wurde auch als Hyundai Centennial bekannt und verkauft. Die erste Generation hatte eine ähnliche Bodengruppe (und Motoren/Technik) wie der Mitsubishi Proudia/Dignity. Mit einer Außenlänge von ungefähr 5,1 m ist der Hyundai Centennial ungefähr so lang wie eine Mercedes S-Klasse, ein BMW 7er, Audi A8 oder Lexus LS. Der Hyundai Equus der zweiten Generation teilt sich die Plattform mit dem Genesis und dem Kia K9. Er wurde ab 2009 in Asien und seit 2010 in den USA verkauft. |      |
| Sport Utility Vehicle |                       | |      |
| seit 2000             | Hyundai Santa Fe      | Mit ihm war Hyundai einer der ersten Automobilhersteller, der in dieser Fahrzeugklasse ein Modell anbot. Die erste Version des Soft-Offroaders war 4,5 m lang. Zwecks einer besseren Abgrenzung vom Tucson und zur Unterbringung einer dritten Sitzreihe verlängerte Hyundai den Santa Fe der zweiten Generation (CM) um 17,5 cm, indem die Grandeur-Plattform genutzt wurde. |      |
| seit 2005             | Hyundai Tucson        | Zum Zeitpunkt der Markteinführung stellte der Hyundai Tucson das dritte geländetaugliche Fahrzeug von Hyundai dar. Er war außerdem das erste Modell von Hyundai überhaupt, für das ein ESP lieferbar war. Auf dem Genfer Auto-Salon 2009 stand eine Studie, die einen ersten Ausblick auf den Nachfolger des Tucson gab. |      |
| 2006–2011             | Hyundai ix55          | Seit 2007 als Hyundai Veracruz auf dem US-Markt. Mit 4,84 m Außenlänge ist er als direkter Konkurrent zum BMW E70 und Lexus RX positioniert. Durch eine luxuriösere Ausstattung und üppigere Außenmaße grenzt er sich vom Hyundai Santa Fe ab, auf dessen verlängerter Bodengruppe er basiert. Er wurde anlässlich des Genfer Auto-Salons Anfang 2009 als iX55 auf dem europäischen Markt als Nachfolger des Hyundai Terracan eingeführt. Auf dem europäischen Markt ist er das teuerste und technisch aufwändigste Fahrzeug von Hyundai.                                                                                               |      |
| 2009–2015             | Hyundai ix35          | Der Nachfolger des Hyundai Tucson wird seit 2010 in Europa als ix35 verkauft. |      |
| seit 2014             | Hyundai ix25          | Der Hyundai ix25 wird in Schwellenländern wie Indien, China, Russland und Brasilien gebaut. Er wird auch als Hyundai Creta oder Hyundai Cantus vermarktet. |      |
| seit 2017             | Hyundai Kona          | Der Kona ist das bisher kleinste SUV aus der europäischen Produktpalette. Die zweite Generation debütierte im Dezember 2022. |      |
| seit 2018             | Hyundai Nexo          | Der Nexo ist ein Wasserstofffahrzeug und wurde im Januar 2018 in Las Vegas vorgestellt. Die zweite Generation folgte im April 2025 in Seoul. |      |
| seit 2018             | Hyundai Palisade      | Der Palisade wurde im November 2018 in Los Angeles vorgestellt. Die zweite Generation folgte im Dezember 2024. |      |
| seit 2019             | Hyundai Venue         | Der Venue wurde im April 2019 auf der New York International Auto Show präsentiert. |      |
| seit 2021             | Hyundai Ioniq 5       | Das erste auf der Electric Global Modular Platform basierende Fahrzeug präsentierte Hyundai im Februar 2021. |      |
| seit 2021             | Hyundai Bayon         | Auf Basis des i20 präsentierte Hyundai im März 2021 den Bayon. |      |
| seit 2021             | Hyundai Alcazar       | Das siebensitzige SUV basiert auf dem Hyundai ix25/Creta und ist für den indischen Markt konzipiert. Die Vorstellung erfolgte im April 2021. |      |
| seit 2021             | Hyundai Casper        | Für den südkoreanischen und den indischen Markt präsentierte Hyundai im September 2021 den Casper, der mit einer Länge von 3,60 Meter das kleinste SUV des Herstellers ist. |      |
| seit 2023             | Hyundai Mufasa        | Ausschließlich für China bestimmt ist der Mufasa, der im Februar 2023 vorgestellt wurde. |      |
| seit 2023             | Hyundai Exter         | In Indien hergestelltes Fahrzeug, das im Mai 2023 präsentiert wurde. |      |
| seit 2025             | Hyundai Inster        | Elektroauto auf Basis des Hyundai Casper, mit 3,83 Metern aber etwas länger. |      |
| seit 2025             | Hyundai Ioniq 9       | Über fünf Meter langes Elektro-SUV auf Basis der Electric Global Modular Platform. |      |
| ab 2025               | Hyundai EO            | Elektro-SUV auf Basis der Electric Global Modular Platform für den chinesischen Markt. |      |
| Geländewagen          |                       | |      |
| 1991–2003             | Hyundai Galloper      | Lizenzbau der zweiten Generation des Mitsubishi Pajero. |      |
| 2001–2006             | Hyundai Terracan      | Der Name Terracan ist ein Kunstwort, zusammengesetzt aus Terra (lat. für Erde) und khan (türk. für Herrscher), frei übersetzt also: „Beherrscher der Erde“. Hyundai stellte die Produktion des Terracan Ende 2006 ein. Er wurde im Frühjahr 2009 in Europa durch den als SUV geltenden ix 55 ersetzt. |      |
| Pick-up               |                       | |      |
| seit 2021             | Hyundai Santa Cruz    | Der Santa Cruz ist nach dem Pony-Pick-up der zweite Pick-up von Hyundai und wird in Montgomery (Alabama) gebaut. |      |
| Sportcoupé            |                       | |      |
| 1989–1996             | Hyundai S-Coupé       | Der Hyundai S-Coupé ist eines der vier Modelle, mit denen Hyundai 1991 nach Deutschland kam. |      |
| 1996–2009             | Hyundai Coupé         | Das auf den Elantra basierende Hyundai Coupé wurde in zwei Generationen angeboten. Eine Cabriolet Variante wurde mit der Firma Karmann als CSS entwickelt, jedoch konnte sich Hyundai nicht mit Karmann einigen. Die Produktion wurde im August 2009 eingestellt. |      |
| 2008–2015             | Hyundai Genesis Coupé | Das Hyundai Genesis Coupé ist Teil des ehrgeizigen Plans der Hyundai Motor Company in den USA, im prestigeträchtigen Segment der oberen Mittelklasse gegen etablierte Konkurrenten wie den Infiniti G37 oder den Audi A5 anzutreten. Es kam im Sommer 2008 auf den US-amerikanischen Markt und wird im Gegensatz zur Limousine seit Herbst 2010 auch in Europa angeboten. Im Herbst 2012 kam ein überarbeitetes Modell auf den europäischen Markt, das über mehr Leistung bei ansonsten gleich gebliebenen Motoren verfügt. |      |
| 2011–2022             | Hyundai Veloster      | Das Hyundai Veloster basiert auf einer Designstudie aus dem Jahr 2007 und das neue Serienmodell wurde erstmals im Januar 2011 auf der North American International Auto Show präsentiert. Im September 2011 begann der Verkauf in Deutschland. Die zweite Generation wurde 2018 vorgestellt. Sie wurde nicht mehr in Europa angeboten. |      |
| Van                   |                       | |      |
| 1995–2002             | Hyundai Santamo       | Ein Lizenzbau der zweiten Generation des Mitsubishi Space Wagon. |      |
| 1999–2008             | Hyundai Trajet        | Der Trajet ist ein Van mit sieben Sitzen (fünf davon herausnehmbar). Da er seit seiner Einführung im Frühjahr 2000 fast unverändert gebaut wurde und damit nicht auf der technischen Höhe der Zeit war, fiel ihm eher die Rolle eines Nischenmodells zu. Anfang 2008 stellte Hyundai seine Produktion des Trajet daher ein. |      |
| 2001–2010             | Hyundai Matrix        | Der Hyundai Matrix ist ein Kompaktvan mit variabler Rückbank, aber ohne Zusatzsitze im Kofferraum (Länge nur rund 4 m). Im Sommer 2005 wurde er erstmals überarbeitet, ein zweites Facelift folgte im Herbst 2008. |      |
| 2006–2009             | Hyundai Entourage     | Der Hyundai Entourage ist ein Van auf Basis des Kia Carnival (in den USA Kia Sedona), der in Europa jedoch nicht erhältlich ist. |      |
| 2010–2019             | Hyundai ix20          | Ein Minivan, der seit Ende 2010 die Nachfolge des Matrix antritt. Er ist baugleich mit dem Kia Venga. |      |
| seit 2021             | Hyundai Custo         | 4,95 Meter langer Van für den chinesischen Markt. |      |
| seit 2022             | Hyundai Stargazer     | 4,46 Meter langer Kompaktvan, der in Indonesien gebaut wird. |      |